# SN 2011go
SN 2011go – supernowa typu II odkryta 30 września 2011 roku w galaktyce M+07-15-02. W momencie odkrycia miała maksymalną jasność 18,10m.